# ADAM Audio

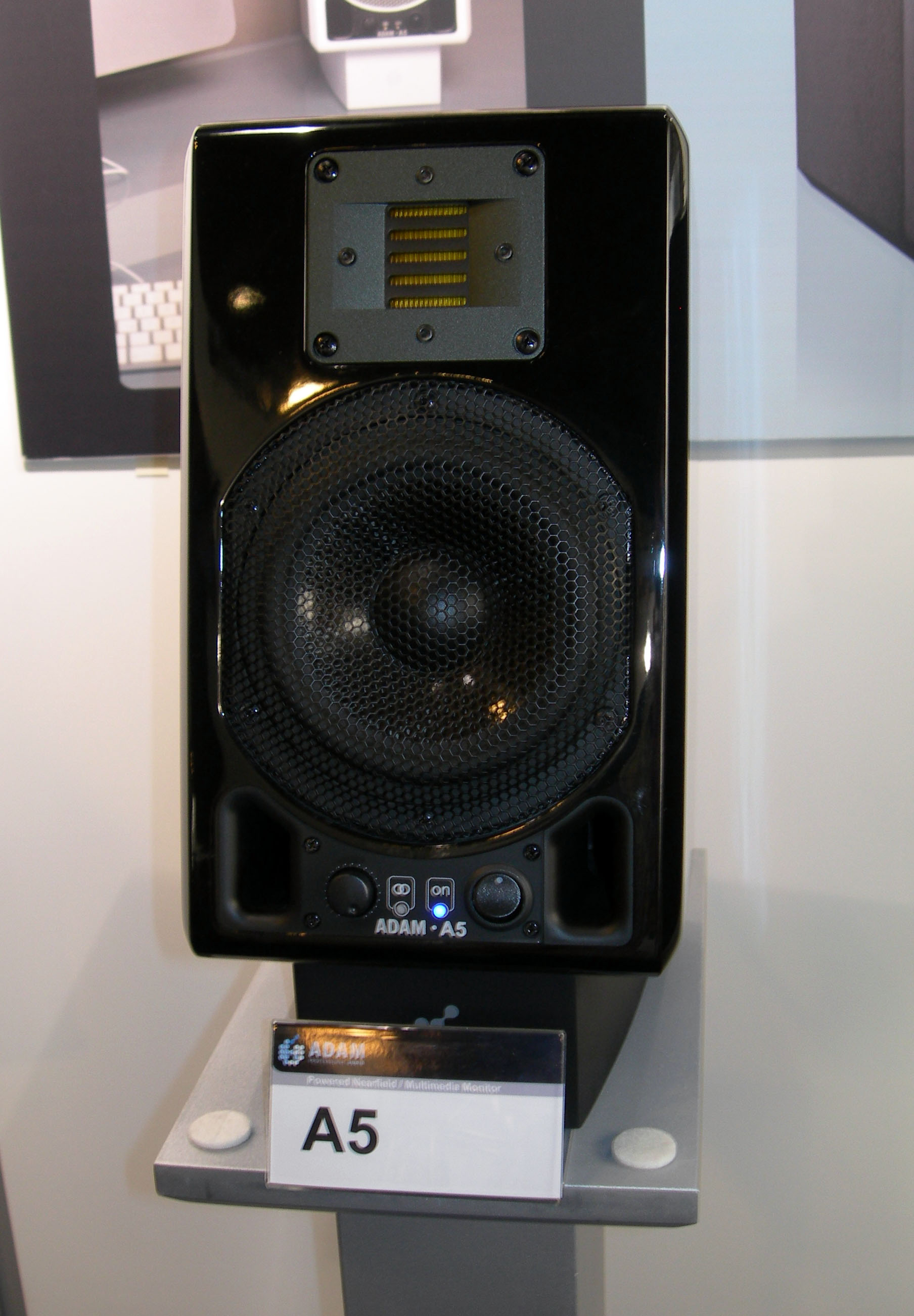
ADAM A5, en aktiv närfältsmonitor.

ADAM Audio är en tysk högtalartillverkare baserat i Berlin. Företaget tillverkar bland annat studiomonitorer och aktiva högtalare för hemmabruk.
ADAM Audio är speciellt kända för sina banddiskanter.